# Kanadische Unterhauswahl 2011
- NDP: 103
- BQ: 4
- Grüne: 1
- Lib: 34
- Kon: 166

Die 41. kanadische Unterhauswahl (englisch 41st Canadian General Election, französisch 41e élection fédérale canadienne) fand am 2. Mai 2011 statt. Gewählt wurden 308 Mitglieder des kanadischen Unterhauses (englisch House of Commons, französisch Chambre des Communes). Diese Wahl waren notwendig geworden, weil die Minderheitsregierung der Konservativen Partei von Premierminister Stephen Harper am 25. März 2011 ein Misstrauensvotum verlor. Die Konservativen, die seit 2006 mit einer Minderheit regiert hatten, erhielten erstmals seit ihrer Neugründung die absolute Mehrheit der Sitze.

## Hintergrund
Die Unterhauswahl 2008 hatte nur geringfügige Änderungen gebracht und resultierten in der Fortsetzung der Minderheitsregierung der von Premierminister Stephen Harper angeführten Konservativen Partei. Die anschließende Legislaturperiode war geprägt von zwei kontroversen Vertagungen des Parlaments (im parlamentarischen Prozess des Landes ordnet der Generalgouverneur üblicherweise eine Vertagung an, wenn die in der Thronrede festgelegten Ziele als erfüllt angesehen werden; der ausgesetzte Parlamentsbetrieb wird dann mit der nächsten Thronrede wieder aufgenommen).

Übersicht der Provinzen und Territorien

Auf Antrag Harpers gewährte Generalgouverneurin Michaëlle Jean am 4. Dezember 2008 eine Vertagung bis zum 26. Januar 2009. Die Regierung begründete diesen Schritt mit der Notwendigkeit, für die Ausarbeitung eines neuen Wirtschaftsprogramms mehr Zeit zu benötigen. Die Opposition hingegen sah darin lediglich den Versuch, einem am 27. November beantragten Misstrauensvotum zuvorzukommen. Zur zweiten umstrittenen Vertagung kam es am 30. Dezember 2009, als Harper bei der Generalgouverneurin eine weitere Aussetzung des Parlamentsbetriebs bis zum 3. März 2010 beantragte und dies wiederum mit der Ausarbeitung eines Wirtschaftsprogramms begründete. Oppositionsvertreter bezeichneten diese Maßnahme als Geringschätzung der demokratischen Institutionen und warfen der Regierung vor, sie wolle lediglich unbequemen Fragen zum Einsatz kanadischer Truppen in Afghanistan ausweichen. Daraufhin kam es in verschiedenen kanadischen Städten zu Demonstrationen gegen die „Schließung der Demokratie“.
Die Wahlbehörde Elections Canada klagte im Februar 2011 die Konservative Partei an, sie habe bei der Unterhauswahl 2006 die gesetzlich limitierten Wahlkampfaufwendungen um über eine Million Dollar überschritten habe und die zusätzlichen Ausgaben verschleiert. Nachdem eine parlamentarische Untersuchungskommission zum Schluss gelangt war, dass Harpers Regierung dem Parlament in mehreren Fällen wichtige Informationen vorenthalten oder verschwiegen hatte, verweigerten die Oppositionsparteien ihre Zustimmung zum Budget. Die Liberale Partei beantragte als Reaktion darauf ein Misstrauensvotum, das am 25. März 2011 mit 156 zu 145 Stimmen erfolgreich war.

## Meinungsumfragen

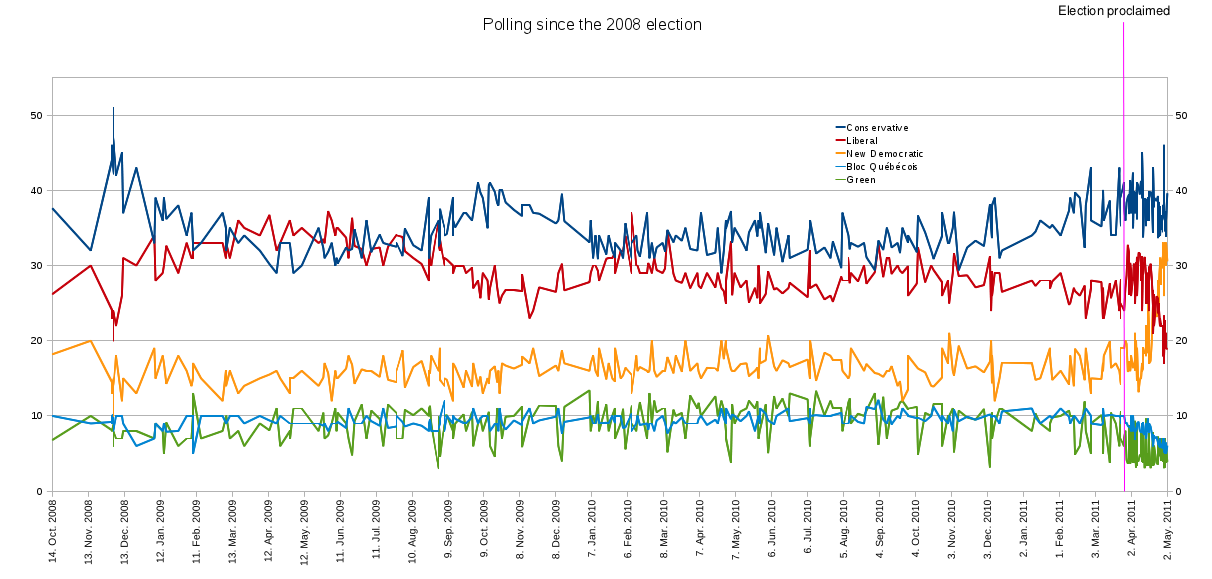
Meinungsumfragen zur Parteienstärke seit der Unterhauswahl 2008

Während der gesamten Legislaturperiode seit der Unterhauswahl 2008 hatte es in den Meinungsumfragen relativ geringe Schwankungen gegeben. Auch in den ersten drei Wochen des Wahlkampfs schienen sich keine großen Änderungen abzuzeichnen. Die Situation änderte sich markant, als Mitte April 2011 die Neue Demokratische Partei in den Umfragen zu den Liberalen aufschloss und wie diese auf einen Anteil von 25 % kam.
In den folgenden zwei Wochen war die steigende Zustimmung für die sozialdemokratische NDP besonders in der Provinz Québec augenfällig. Nachdem sie dort 2008 nur viertstärkste Partei gewesen war, setzte sie sich nun deutlich an die Spitze und überrundete auch die bisher wählerstärkste Partei, den separatistischen Bloc Québécois. Auch in den übrigen Provinzen konnte die NDP steigende Zustimmungsraten verzeichnen, ließ landesweit die Liberalen hinter sich und verringerte den Abstand zu den Konservativen deutlich.

## Auswirkungen

Wahlkreise im Detail

Die Konservativen legten leicht zu und gewannen 23 Sitze hinzu. Stephen Harper wurde als Regierungschef bestätigt und konnte nun mit einer knappen Mehrheit der Sitze regieren, anstatt wie bisher als Anführer einer Minderheitsregierung. Das beste Ergebnis in ihrer Geschichte erzielte die Neue Demokratische Partei, dies vor allem dank einem überragenden Abschneiden in der Provinz Québec, wo die Partei zuvor seit ihrer Gründung nur zweimal überhaupt einen Sitz gewonnen hatte. Die Erhöhung ihres Wähleranteils um 12,5 Prozentpunkte hatte eine Verdreifachung der bisherigen Sitzzahl zur Folge und Jack Layton übernahm als erster NDP-Vorsitzender überhaupt die Position des Oppositionsführers.
Die Liberale Partei brach deutlich ein und erzielte das mit Abstand schlechteste Ergebnis ihrer Geschichte. Der separatistische Bloc Québécois, der in den sechs vorangegangenen Unterhauswahlen stets die Mehrheit der Sitze in Québec errungen hatte, musste eine empfindliche Niederlage hinnehmen und gewann nur noch vier Sitze. Michael Ignatieff und Gilles Duceppe, die Vorsitzenden der Liberalen bzw. des Bloc Québécois, unterlagen beide in ihrem Wahlkreis und traten zurück. Erstmals gewannen die Grünen einen Sitz im Unterhaus, mit ihrer Vorsitzenden Elizabeth May.

## Ergebnisse

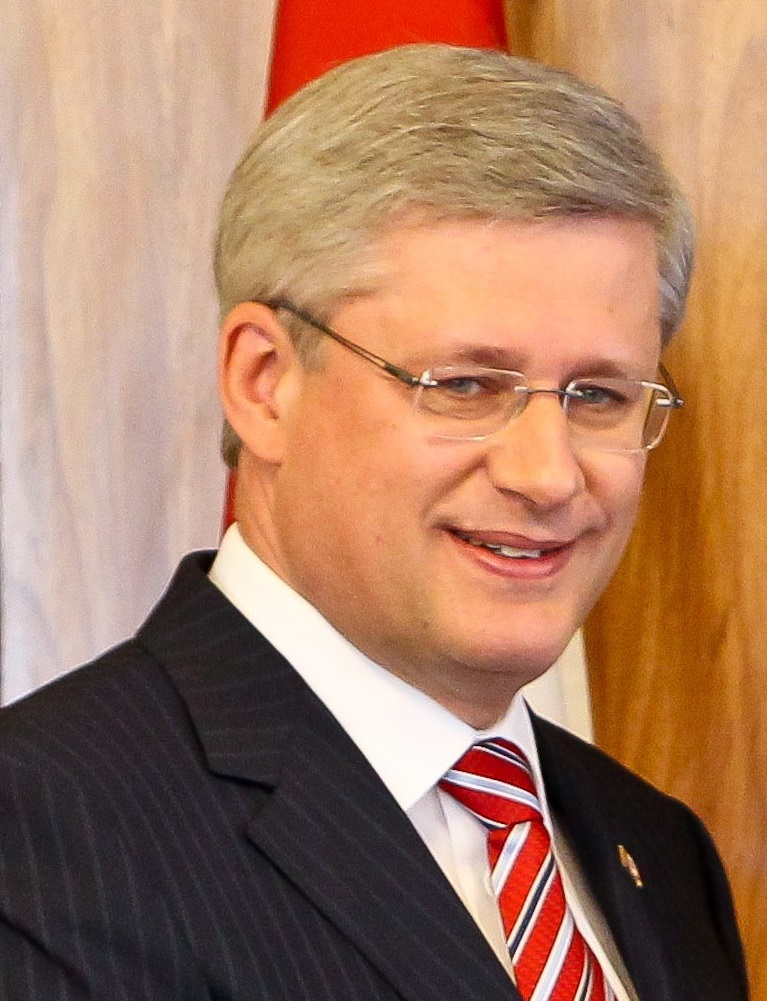
Stephen Harper

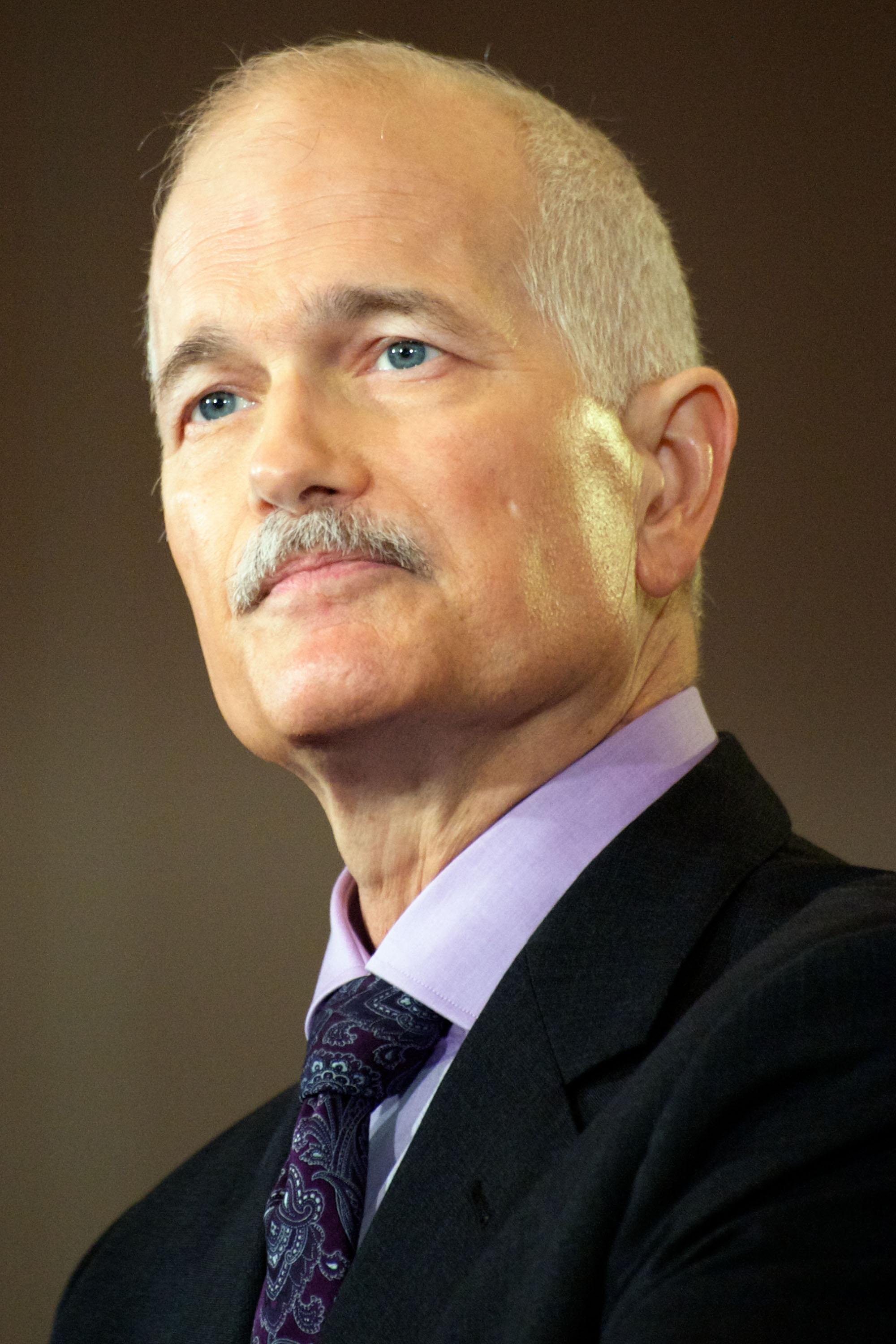
Jack Layton

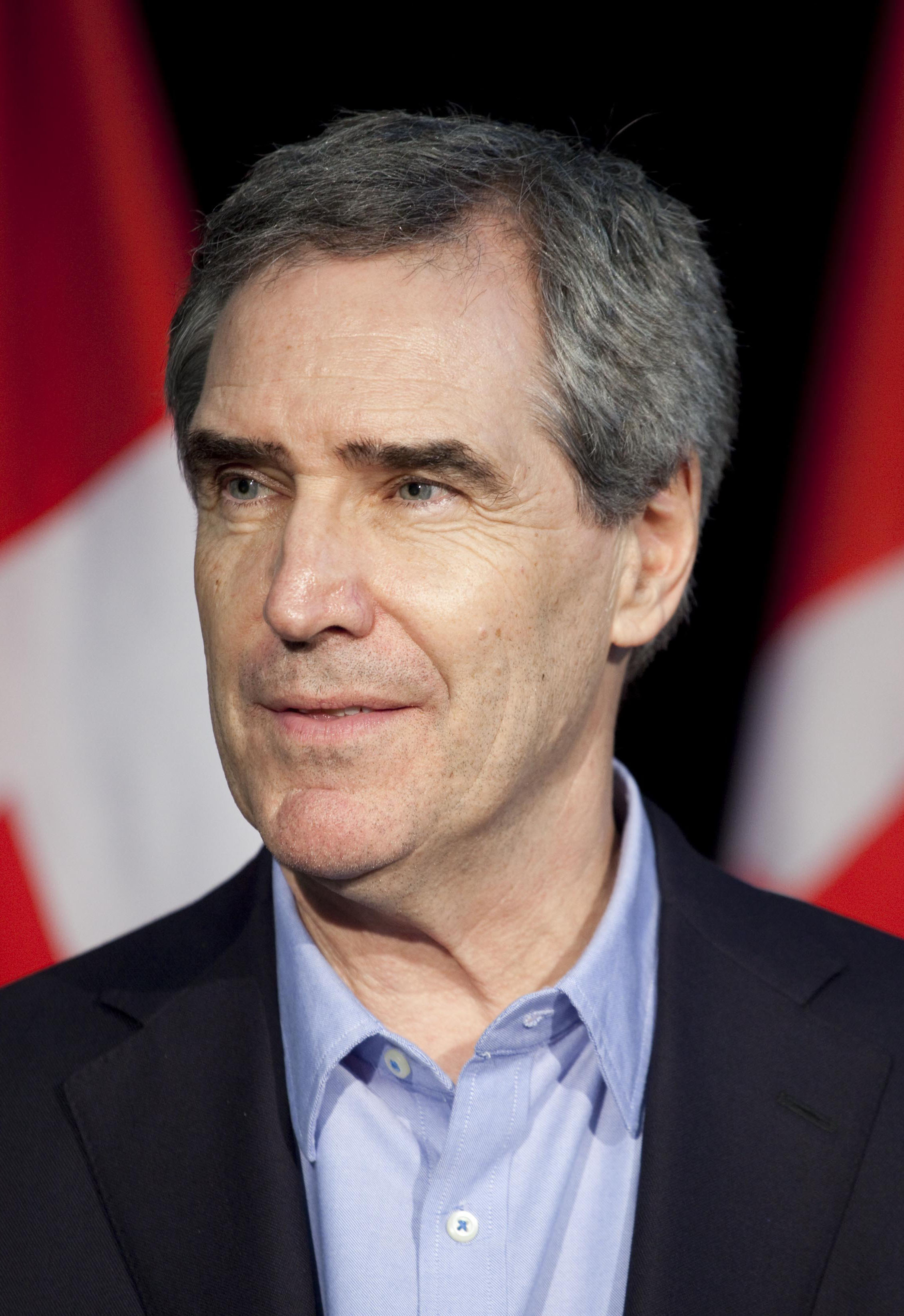
Michael Ignatieff

Quelle: Elections Canada

### Gesamtergebnis
| Partei | Partei                             | Vorsitzender       | Kandi- daten | Sitze 2008 | bei Auf- lösung | Sitze 2011 | +/−  | Stimmen    | Anteil  | +/−       |
| ------ | ---------------------------------- | ------------------ | ------------ | ---------- | --------------- | ---------- | ---- | ---------- | ------- | --------- |
|        | Konservative Partei                | Stephen Harper     | 307          | 143        | 143             | 166        | + 23 | 5.832.401  | 39,62 % | + 1,99 %  |
|        | Neue Demokratische Partei          | Jack Layton        | 308          | 037        | 036             | 103        | + 66 | 4.508.474  | 30,62 % | + 12,49 % |
|        | Liberale Partei                    | Michael Ignatieff  | 308          | 077        | 077             | 034        | − 43 | 2.783.175  | 18,91 % | − 7,31 %  |
|        | Bloc Québécois                     | Gilles Duceppe     | 075          | 049        | 047             | 004        | − 45 | 889.788    | 06,05 % | − 3,92 %  |
|        | Grüne Partei                       | Elizabeth May      | 304          |            |                 | 001        | + 01 | 576.221    | 03,91 % | − 2,89 %  |
|        | Unabhängige / nicht parteigebunden |                    | 061          | 002        | 002             |            | − 02 | 72.731     | 00,49 % | − 0,28 %  |
|        | Christian Heritage                 | James Hnatiuk      | 046          |            |                 |            |      | 19.218     | 0,13 %  | − 0,06 %  |
|        | Marxisten-Leninisten               | Anna Di Carlo      | 070          |            |                 |            |      | 10.160     | 0,07 %  | − 0,01 %  |
|        | Libertäre Partei                   | Dennis Young       | 023          |            |                 |            |      | 6.017      | 0,04 %  | − 0,01 %  |
|        | Progressive Canadian Party         | Sinclair Stevens   | 009          |            |                 |            |      | 5.838      | 0,04 %  |           |
|        | Rhinoceros                         | François Gourd     | 014          |            |                 |            |      | 3.819      | 0,03 %  | + 0,01 %  |
|        | Piratenpartei                      | Mikkel Paulson     | 010          |            |                 |            |      | 3.198      | 0,02 %  | + 0,02 %  |
|        | Kommunistische Partei              | Miguel Figueroa    | 020          |            |                 |            |      | 2.925      | 0,02 %  | − 0,01 %  |
|        | Canadian Action Party              | Christopher Porter | 012          |            |                 |            |      | 2.030      | 0,01 %  | − 0,01 %  |
|        | Marijuana Party                    | Blair Longley      | 005          |            |                 |            |      | 1.864      | 0,01 %  | − 0,01 %  |
|        | Animal Alliance                    | Liz White          | 007          |            |                 |            |      | 1.451      | 0,01 %  | + 0,01 %  |
|        | Western Block Party                | Doug Christie      | 004          |            |                 |            |      | 748        | >0,01 % |           |
|        | United Party                       | Brian Jedan        | 003          |            |                 |            |      | 294        | >0,01 % |           |
|        | First Peoples National Party       | Will Morin         | 001          |            |                 |            |      | 228        | >0,01 % |           |
|        | vakant                             |                    |              |            | 003             |            |      |            |         |           |
| Gesamt | Gesamt                             | Gesamt             | 1.587        | 308        | 308             | 308        |      | 14.720.580 | 100,0 % |           |

### Ergebnis nach Provinzen und Territorien
| Partei | Partei                    | Partei      | BC   | AB   | SK   | MB   | ON   | QC   | NB   | NS   | PE   | NL   | NU   | NT   | YT   | Gesamt |
| ------ | ------------------------- | ----------- | ---- | ---- | ---- | ---- | ---- | ---- | ---- | ---- | ---- | ---- | ---- | ---- | ---- | ------ |
|        | Konservative Partei       | Sitze       | 21   | 27   | 13   | 11   | 73   | 5    | 8    | 4    | 1    | 1    | 1    |      | 1    | 166    |
|        | Konservative Partei       | Anteil in % | 45,5 | 66,8 | 56,3 | 53,5 | 44,4 | 16,5 | 43,9 | 36,7 | 41,2 | 28,4 | 49,9 | 32,1 | 33,8 | 39,6   |
|        | Neue Demokratische Partei | Sitze       | 12   | 1    |      | 2    | 22   | 59   | 1    | 3    |      | 2    |      | 1    |      | 103    |
|        | Neue Demokratische Partei | Anteil in % | 32,5 | 16,8 | 32,3 | 25,8 | 25,6 | 42,9 | 29,8 | 30,3 | 15,4 | 32,6 | 19,4 | 45,8 | 14,4 | 30,6   |
|        | Liberale Partei           | Sitze       | 2    |      | 1    | 1    | 11   | 7    | 1    | 4    | 3    | 4    |      |      |      | 34     |
|        | Liberale Partei           | Anteil in % | 13,4 | 9,3  | 8,6  | 16,6 | 25,3 | 14,2 | 22,6 | 28,9 | 40,1 | 37,9 | 28,6 | 18,4 | 32,3 | 18,9   |
|        | Bloc Québécois            | Sitze       |      |      |      |      |      | 4    |      |      |      |      |      |      |      | 4      |
|        | Bloc Québécois            | Anteil in % |      |      |      |      |      | 23,4 |      |      |      |      |      |      |      | 6,1    |
|        | Grüne Partei              | Sitze       | 1    |      |      |      |      |      |      |      |      |      |      |      |      | 1      |
|        | Grüne Partei              | Anteil in % | 7,7  | 5,3  | 2,7  | 3,6  | 3,8  | 2,1  | 3,2  | 4,0  | 2,4  | 0,9  | 2,1  | 3,1  | 18,9 | 3,9    |
|        | Unabhängige               | Anteil in % | 0,2  | 1,3  | 0,2  | 0,1  | 0,2  | 0,6  | 0,5  |      |      | 0,3  |      |      |      | 0,4    |